# ショート スカイバン

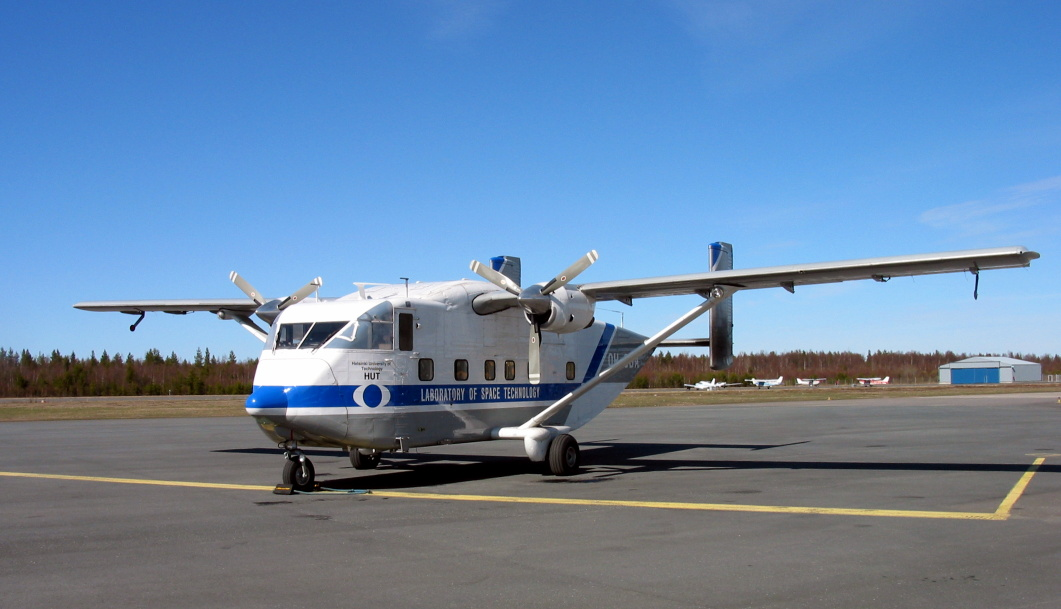
ショート スカイバン

ショート スカイバン (Short SC.7 Skyvan) は、イギリスのショート社が開発・製造した双発ターボプロップ汎用輸送機。主に短距離旅客機や軍用輸送機として運用された。

## 概要

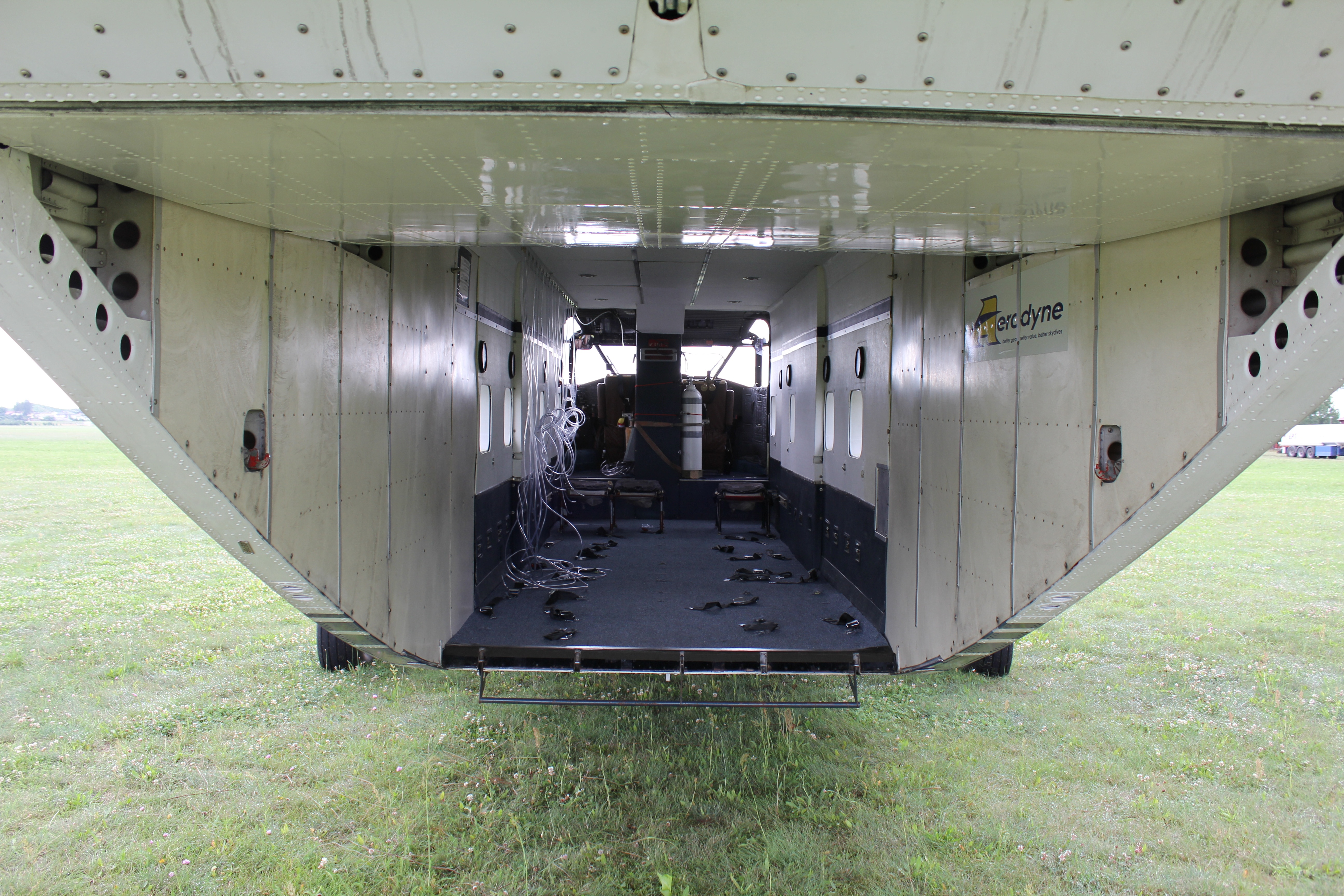
後部カーゴドアから見た機内（スカイダイビング仕様）

スカイバンの開発が始まったのは1959年のことで、1960年から組み立てが開始され、初飛行に至ったのは1963年1月17日であった。当初はレシプロエンジンを搭載していたが、将来性を考慮してチュルボメカ製アスタゾウIIターボプロップエンジンに換装され、「スカイバン シリーズ1A」と命名されて同年10月2日に初飛行した。最初の量産型はアスタゾウXIIエンジンを搭載し、「スカイバン シリーズ2」と命名された。1968年からは、ギャレット製TPE-331エンジンを搭載する「スカイバン シリーズ3」に生産が移行した。
スカイバンの胴体断面は最大限の搭載能力を持たせるために四角形であり、主翼は高翼で降着装置は固定式、水平安定板の両側に垂直尾翼を立てた構造である。これは短距離の小型輸送機という用途に特化したためである。非与圧式のキャビンは、旅客輸送仕様で19名の乗客を乗せることができ、後部にはヒンジ式のカーゴドアを備えている。
1986年まで北アイルランドのベルファストで生産され、総生産数は153機。軍民問わず多くの国で運用され、日本でもかつて海上保安庁で運用されていた。

## 派生型
スカイバン シリーズ1
レシプロエンジン装備の試作型。
スカイバン シリーズ1A
アスタゾウIIターボプロップエンジン装備の試作型。
スカイバン シリーズ2
最初の量産型。アスタゾウXIIエンジン搭載。
スカイバン シリーズ3
TPE-331エンジン搭載。
スカイバン シリーズ3A
より大きな総重量での運行が承認されたシリーズ3。
スカイバン シリーズ3M
軍用型。輸送以外にも捜索救難などに使用できる。
スカイバン シリーズ3M-200
シリーズ3Mの重重量運航型。
スカイライナー (Skyliner)
豪華版純旅客輸送型。

## 採用国（軍用）

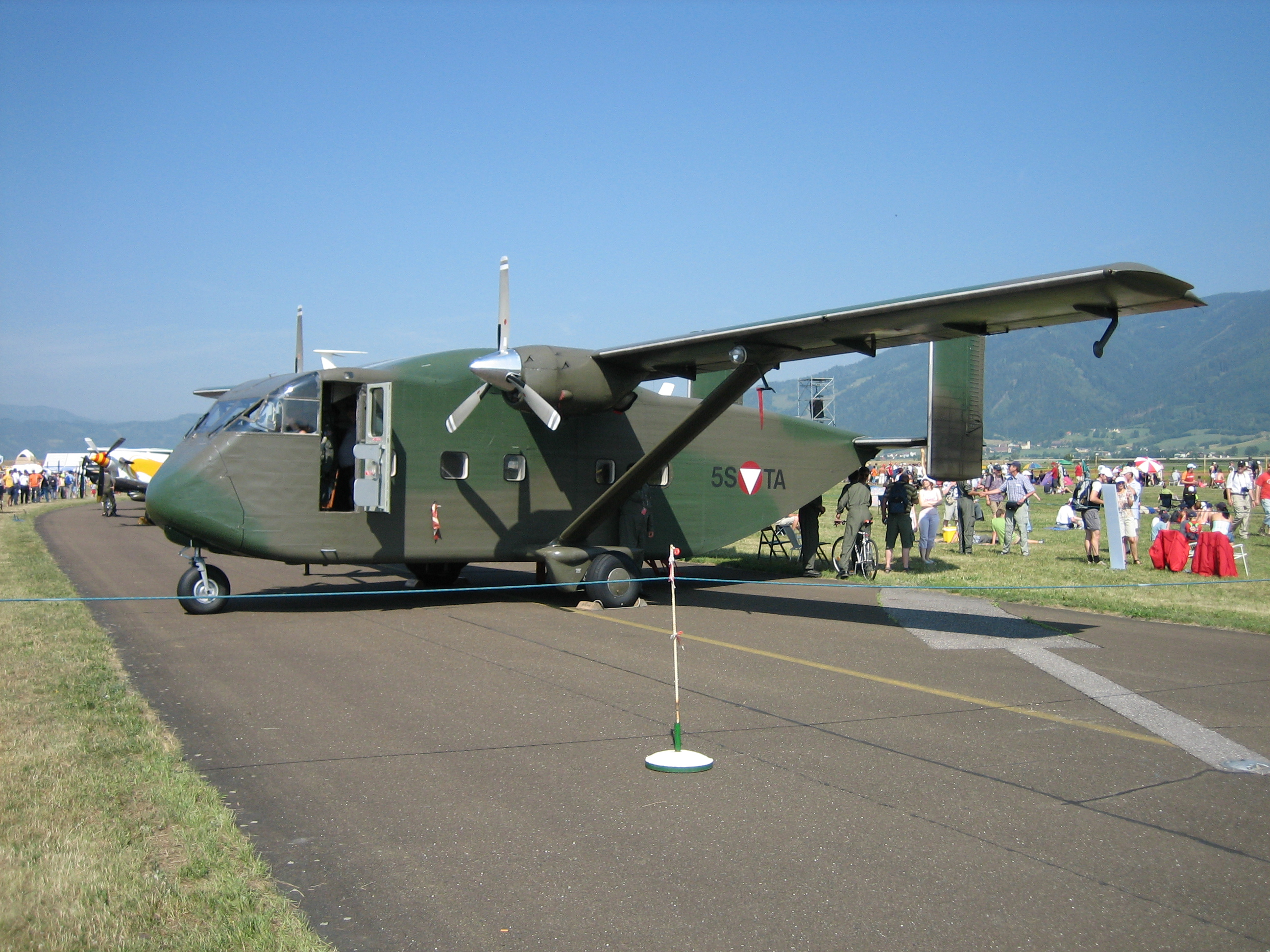
オーストリア空軍のスカイバン

アラブ首長国連邦
 アルゼンチン
 オーストリア
 ボツワナ
 シスカイ
 エクアドル
 イギリス
 ガーナ
 ガンビア
 ガイアナ
 インドネシア
 日本
 レソト
 メキシコ
 モーリタニア
 マラウイ
 ネパール
 オマーン
 パナマ
 シンガポール
 タイ
 イエメン

## 性能要目（シリーズ3）
- 乗員：1-2
- 乗客：19
- 全長：12.22 m
- 全幅：19.79 m
- 全高：4.60 m
- 翼面積：34.65 m2
- 空虚重量：3,331 kg
- 最大離陸重量：5,670 kg
- エンジン：ギャレット TPE331-201 (715hp) × 2
- 最大巡航速度：325 km/h
- 実用上昇限度：6,860 m
- 最大航続距離：1,117 km（燃料余裕含む）

## 登場作品

### 映画
『キャノンボール2』
日本の貨物機として登場。通関手続による足止めを避けるべく、公道に強行着陸して三菱チームの三菱・スタリオンを降ろす。

### ゲーム
『フィクショナル・トルーパーズ』
メカール共和国、エストビア連邦の両軍が装備。プレイヤー機としては使用不可能だが、リプレイ劇画に登場している。メカール軍は独自改修でレドームを背負った早期警戒機型を運用していた。

### 小説
『遠い海から来たCOO』
トニー・ボトムズが小畑徹郎のもとに「クー」のための大型水槽を届けるために使用した。このときカトリーヌ・マリコ・野崎（キャシー）も同乗していた。